# Remzi Kolgeci
 Remzi Kolgeci (Kolgjeci), serb. Ремзи Кољгеци (ur. 3 maja 1947 w m. Vranić w gminie Suva Reka, zm. 9 marca 2011 w Prisztinie) – jugosłowiański (kosowski) działacz komunistyczny i przedsiębiorca, w latach 1988–1989 przewodniczący Prezydium (prezydent) Socjalistycznej Prowincji Autonomicznej Kosowo oraz p.o. przewodniczącego Związku Komunistów Kosowa.

## Życiorys
Z pochodzenia Albańczyk z Kosowa. Wstąpił do Związku Komunistów Jugosławii, działał w ramach Związku Komunistów Kosowa i zasiadał w jego władzach. W 1974 wszedł w skład Rady Wykonawczej (rządu) Socjalistycznej Prowincji Autonomicznej Kosowo jako minister obrony.
Od maja 1988 do 5 kwietnia 1989 pełnił funkcję przewodniczącego Prezydium Socjalistycznej Prowincji Autonomicznej Kosowo. Ponadto po rezygnacji Kaqushy Jashari spowodowanej kryzysem politycznym od listopada 1988 do stycznia 1989 tymczasowo kierował Związkiem Komunistów Kosowa. Stanowisko przewodniczącego prezydium utracił w ramach wewnątrzpartyjnych walk w toku rewolucji antybiurokratycznej. Uchodził za zwolennika pozostania Kosowa w Jugosławii. W kolejnych latach zajął się działalnością gospodarczą, m.in. jako właściciel banku. Wykładał także na prywatnym Uniwersytecie Iliria w Prisztinie.